# Mario Náder Muskus
Mario Salomón Náder Muskus (Barranquilla, 22 de julio de 1958) es un político colombiano miembro del Partido Liberal que fue elegido por elección popular para integrar el Senado de Colombia.

## Congresista de Colombia
En las elecciones legislativas de Colombia de 1998, Náder Muskus fue elegido senador de la república de Colombia con un total de 42.639 votos. Posteriormente en las elecciones legislativas de Colombia de 2002 y 2006, Náder Muskus fue reelecto senador con un total de 51.244 y 49.863 votos.

### Iniciativas
El legado legislativo de Mario Salomón Náder Muskus se identificó por su participación en las siguientes iniciativas desde el congreso:

- Construir una política de Estado para las víctimas, sobre la base de la justicia, verdad y reparación (Retirado).[3]
- Prohibir que las entidades territoriales deleguen, a cualquier título, la administración de los diferentes tributos a terceros.[4]
- Crear el Sistema Nacional de Información sobre demanda de empleo y el Boletín de demanda laboral insatisfecha (Retirado).[5]
- Establecer el Régimen de Insolvencia para la Persona Natural no Comerciante (Sancionado como ley).[6]
- Decretar las bases jurídicas y el cuadro normativo para la organización y funcionamiento del Sistema Nacional de Inteligencia (Aprobado segundo debate).[7]
- Dictar medidas de protección a las víctimas de la violencia (Archivado).[8]
- Crear un orden legal proporcionado y consonante con la gravedad y el daño social que ocasionan los delitos contra nuestros niños (Retirado).[9]
- Dictar normas para la protección social de las parejas del mismo sexo (Archivado).[10]
- Autorizar la emisión de la estampilla prodesarrollo académico, científico y técnico de la Universidad Pública del Norte de Santander (Sancionado como ley).[11]

## Carrera política
Su trayectoria política se ha identificado por:

### Partidos políticos
A lo largo de su carrera ha representado los siguientes partidos:
| Partido político                     | Fecha Inicio        | Fecha Fin           |
| Partido Liberal                      | 20 de julio de 2006 | 19 de julio de 2010 |
| Movimiento Integración Popular Mipol | 20 de julio de 2002 | 19 de julio de 2006 |
| Partido Liberal                      | 20 de julio de 1998 | 19 de julio de 2002 |

### Cargos públicos
Entre los cargos públicos ocupados por Mario Salomón Náder Muskus, se identifican:
| Cargo público           | Partido político                     | Fecha Inicio        | Fecha Fin           |
| Senador de la República | Partido Liberal                      | 20 de julio de 2006 | 19 de julio de 2010 |
| Senador de la República | Movimiento Integración Popular Mipol | 20 de julio de 2002 | 19 de julio de 2006 |
| Senador de la República | Partido Liberal                      | 20 de julio de 1998 | 19 de julio de 2002 |